# Knut Stenborg
Knut Stenborg, född den 25 mars 1890 i Södra Fågelås församling, Skaraborgs län, död 10 oktober 1946 i Väne-Ryrs församling, Älvsborgs län. var en svensk friidrottare
Stenborg tävlade i löpgrenarna 200 meter och 400 meter samt i längdhopp). Han tävlade fram till och med 1908 för IS Lyckans Soldater, sedan för AIK och efter 1909 för Örgryte IS.
Efter idrottskarriären arbetade han som fabrikör i Ryr (mellan Vänersborg och Uddevalla).

## Karriär
1907 vann Stenborg SM-guld på 400 meter och i längdhopp (på 6,34).
1908 deltog Stenborg vid OS i London. Här kom han på 100 meter tvåa i det sjunde heatet på 11,5 och blev därmed utslagen. På 200 meter slutade han fyra och sist i sitt försöksheat och slogs ut även i denna gren. Han deltog också i det svenska laget i långa stafetten (200+200+400+800 meter) som blev utslaget i försöken (de andra var Sven Låftman, Knut Lindberg och Evert Björn). Den 13 september i Stockholm satte han det första officiella svenska rekordet på 400 meter, med 51,3. Han fick behålla det till 1910 då Erik Lindholm förbättrade det.
Den 29 augusti 1909 förbättrade han i Göteborg Arvid Ringstrands svenska rekord i längdhopp, från 6,69 till 6,91. Rekordet behöll han till 1912 då Georg Åberg förbättrade det med 27 cm och därmed även bröt 7-metersgränsen. Detta år vann han även SM på 400 meter (på 52,6).
1910 vann Stenborg ytterligare ett SM-tecken i längdhopp, nu på 6,60 meter, och deltog även (tillsammans med F. Almqvist, Ivan Möller och L. Sörvik) i Örgrytes segrande lag i stafett 4x100 meter (de vann på 46,7). 
Vid SM 1911 vann han dels guld på 400 meter individuellt (53,3), dels i stafett 4x100 meter (ihop med A. Botvidson, Knut Lindberg och Ivan Möller, på 46,0).
Knut Stenborg var även med vid OS i Stockholm 1912. På 200 meter kom han trea i sitt försöksheat och slogs ut. På 400 meter vann han sitt försöksheat på 61,6, men i semifinalen kom han bara fyra på 50,5 och blev utslagen. Stenborg deltog även i det svenska laget i stafett 4x400 meter som blev utslaget som tvåa i semifinal nummer 3 på tiden 3:25,0 (övriga deltagare var John Dahlin, Paul Zerling och Erik Lindholm). Även detta år deltog han vid SM i det segrande laget på 4x100 meter.